# Elecciones a las Cortes de Castilla y León de 1991

Las elecciones a las Cortes de Castilla y León de 1991 se celebraron el 26 de mayo de dicho año. Convocadas por mandato legal el 2 de abril de ese año por el presidente Jesús Posada, en estas elecciones el PP logró la hegemonía popular en todas las provincias castellanas y leonesas y, con ello, la primera mayoría absoluta en la comunidad para dicho partido. Estas elecciones supusieron un gran retroceso para el CDS y la entrada en la Cámara de IU. Con los únicos votos del PP, Juan José Lucas fue proclamado nuevo presidente regional.
| ← Elecciones a las Cortes de Castilla y León de 1991 → |                                                        |                       |         |       |         |             |
| Presidente y gobierno | Partido                                                | Candidato             | Votos   | %     | Escaños | +/-         |
| - Presidente: Juan José Lucas - Gobierno: PP - Censo: 2.069.469 - Votantes: 1.398.248 (67,6%) - Abstención: 671.221 (32,4%) - Válidos: 1.385.217 - A candidatura: 1.362.189 (98,3%) - Escaños: 84 | Partido Popular (PP)                                   | Juan José Lucas       | 602.773 | 44,25 | 43      | +11 (+10 a) |
| - Presidente: Juan José Lucas - Gobierno: PP - Censo: 2.069.469 - Votantes: 1.398.248 (67,6%) - Abstención: 671.221 (32,4%) - Válidos: 1.385.217 - A candidatura: 1.362.189 (98,3%) - Escaños: 84 | Partido Socialista de Castilla y León-PSOE (PSCL-PSOE) | Jesús Quijano         | 504.719 | 37,05 | 35      | +3          |
| - Presidente: Juan José Lucas - Gobierno: PP - Censo: 2.069.469 - Votantes: 1.398.248 (67,6%) - Abstención: 671.221 (32,4%) - Válidos: 1.385.217 - A candidatura: 1.362.189 (98,3%) - Escaños: 84 | Centro Democrático y Social (CDS)                      | José Luis Sagredo     | 112.821 | 8,28  | 5       | -13         |
| - Presidente: Juan José Lucas - Gobierno: PP - Censo: 2.069.469 - Votantes: 1.398.248 (67,6%) - Abstención: 671.221 (32,4%) - Válidos: 1.385.217 - A candidatura: 1.362.189 (98,3%) - Escaños: 84 | Izquierda Unida de Castilla y León (IU)                | José Antonio Herreros | 74.197  | 5,45  | 1       | +1          |
| - Presidente: Juan José Lucas - Gobierno: PP - Censo: 2.069.469 - Votantes: 1.398.248 (67,6%) - Abstención: 671.221 (32,4%) - Válidos: 1.385.217 - A candidatura: 1.362.189 (98,3%) - Escaños: 84 | Los Verdes (LV)                                        |                       | 20.193  | 1,48  | 0       |             |
| - Presidente: Juan José Lucas - Gobierno: PP - Censo: 2.069.469 - Votantes: 1.398.248 (67,6%) - Abstención: 671.221 (32,4%) - Válidos: 1.385.217 - A candidatura: 1.362.189 (98,3%) - Escaños: 84 | Unión del Pueblo Leonés (UPL)                          |                       | 11.432  | 0,84  | 0       |             |
| - Presidente: Juan José Lucas - Gobierno: PP - Censo: 2.069.469 - Votantes: 1.398.248 (67,6%) - Abstención: 671.221 (32,4%) - Válidos: 1.385.217 - A candidatura: 1.362.189 (98,3%) - Escaños: 84 | Acción Popular Burgalesa (APB)                         |                       | 6.493   | 0,48  | 0       |             |
| - Presidente: Juan José Lucas - Gobierno: PP - Censo: 2.069.469 - Votantes: 1.398.248 (67,6%) - Abstención: 671.221 (32,4%) - Válidos: 1.385.217 - A candidatura: 1.362.189 (98,3%) - Escaños: 84 | Democracia Regionalista de Castilla y León (DRCL)      |                       | 4.587   | 0,34  | 0       |             |
| - Presidente: Juan José Lucas - Gobierno: PP - Censo: 2.069.469 - Votantes: 1.398.248 (67,6%) - Abstención: 671.221 (32,4%) - Válidos: 1.385.217 - A candidatura: 1.362.189 (98,3%) - Escaños: 84 | Partido de El Bierzo (PDB)                             |                       | 4.465   | 0,33  | 0       |             |
| - Presidente: Juan José Lucas - Gobierno: PP - Censo: 2.069.469 - Votantes: 1.398.248 (67,6%) - Abstención: 671.221 (32,4%) - Válidos: 1.385.217 - A candidatura: 1.362.189 (98,3%) - Escaños: 84 | Izquierda Berciana (IB)                                |                       | 3.407   | 0,25  | 0       |             |
| - Presidente: Juan José Lucas - Gobierno: PP - Censo: 2.069.469 - Votantes: 1.398.248 (67,6%) - Abstención: 671.221 (32,4%) - Válidos: 1.385.217 - A candidatura: 1.362.189 (98,3%) - Escaños: 84 | Partido Regionalista Castellano (PREC)                 |                       | 3.042   | 0,22  | 0       |             |
| - Presidente: Juan José Lucas - Gobierno: PP - Censo: 2.069.469 - Votantes: 1.398.248 (67,6%) - Abstención: 671.221 (32,4%) - Válidos: 1.385.217 - A candidatura: 1.362.189 (98,3%) - Escaños: 84 | Unión Castellanista (UC)                               |                       | 2.229   | 0,16  | 0       |             |
| - Presidente: Juan José Lucas - Gobierno: PP - Censo: 2.069.469 - Votantes: 1.398.248 (67,6%) - Abstención: 671.221 (32,4%) - Válidos: 1.385.217 - A candidatura: 1.362.189 (98,3%) - Escaños: 84 | Partido Comunista de los Pueblos de España (PCPE)      |                       | 2.213   | 0,16  | 0       |             |
| - Presidente: Juan José Lucas - Gobierno: PP - Censo: 2.069.469 - Votantes: 1.398.248 (67,6%) - Abstención: 671.221 (32,4%) - Válidos: 1.385.217 - A candidatura: 1.362.189 (98,3%) - Escaños: 84 | Unión Progresista Independiente (UPI)                  |                       | 2.127   | 0,16  | 0       |             |
| - Presidente: Juan José Lucas - Gobierno: PP - Censo: 2.069.469 - Votantes: 1.398.248 (67,6%) - Abstención: 671.221 (32,4%) - Válidos: 1.385.217 - A candidatura: 1.362.189 (98,3%) - Escaños: 84 | Partido Regionalista del País Leonés (PREPAL)          |                       | 2.123   | 0,16  | 0       |             |
| - Presidente: Juan José Lucas - Gobierno: PP - Censo: 2.069.469 - Votantes: 1.398.248 (67,6%) - Abstención: 671.221 (32,4%) - Válidos: 1.385.217 - A candidatura: 1.362.189 (98,3%) - Escaños: 84 | Tierra Comunera (TC)                                   |                       | 1.900   | 0,14  | 0       |             |
| - Presidente: Juan José Lucas - Gobierno: PP - Censo: 2.069.469 - Votantes: 1.398.248 (67,6%) - Abstención: 671.221 (32,4%) - Válidos: 1.385.217 - A candidatura: 1.362.189 (98,3%) - Escaños: 84 | Los Verdes-Lista Ecologista-Humanista (LVLE-H)         |                       | 1.622   | 0,12  | 0       |             |
| - Presidente: Juan José Lucas - Gobierno: PP - Censo: 2.069.469 - Votantes: 1.398.248 (67,6%) - Abstención: 671.221 (32,4%) - Válidos: 1.385.217 - A candidatura: 1.362.189 (98,3%) - Escaños: 84 | Unidad Palentina (UP)                                  |                       | 1.558   | 0,11  | 0       |             |
| - Presidente: Juan José Lucas - Gobierno: PP - Censo: 2.069.469 - Votantes: 1.398.248 (67,6%) - Abstención: 671.221 (32,4%) - Válidos: 1.385.217 - A candidatura: 1.362.189 (98,3%) - Escaños: 84 | Falange Española de las JONS (FE-JONS)                 |                       | 895     | 0,07  | 0       |             |
| - Presidente: Juan José Lucas - Gobierno: PP - Censo: 2.069.469 - Votantes: 1.398.248 (67,6%) - Abstención: 671.221 (32,4%) - Válidos: 1.385.217 - A candidatura: 1.362.189 (98,3%) - Escaños: 84 | Plataforma Unitaria de la Izquierda (PUI)              |                       | 435     | 0,03  | 0       |             |
| - Presidente: Juan José Lucas - Gobierno: PP - Censo: 2.069.469 - Votantes: 1.398.248 (67,6%) - Abstención: 671.221 (32,4%) - Válidos: 1.385.217 - A candidatura: 1.362.189 (98,3%) - Escaños: 84 | Partido Nacionalista de Castilla y León (PANCAL)       |                       | 298     | 0,02  | 0       |             |
| - Presidente: Juan José Lucas - Gobierno: PP - Censo: 2.069.469 - Votantes: 1.398.248 (67,6%) - Abstención: 671.221 (32,4%) - Válidos: 1.385.217 - A candidatura: 1.362.189 (98,3%) - Escaños: 84 | Partido Demócrata Popular (PDP)                        |                       | N/A     | N/A   | 0       | -1          |
| - Presidente: Juan José Lucas - Gobierno: PP - Censo: 2.069.469 - Votantes: 1.398.248 (67,6%) - Abstención: 671.221 (32,4%) - Válidos: 1.385.217 - A candidatura: 1.362.189 (98,3%) - Escaños: 84 | Solución Independiente (SI)                            |                       | N/A     | N/A   | 0       | -1          |
| - Presidente: Juan José Lucas - Gobierno: PP - Censo: 2.069.469 - Votantes: 1.398.248 (67,6%) - Abstención: 671.221 (32,4%) - Válidos: 1.385.217 - A candidatura: 1.362.189 (98,3%) - Escaños: 84 | En blanco                                              | N/A                   | 23.028  | 1,7   | N/A     | N/A         |
| Nulos | N/A                                                    |                       | 1,73    | N/A   | N/A     |             |

a Respecto a la suma de Alianza Popular y el Partido Demócrata Popular en 1987.

## Elección e investidura del Presidente de la Junta
La votación para la investidura del Presidente de la Junta en las Cortes de Castilla y León tuvo el siguiente resultado:
| Candidato                                 | Fecha                                                  | Voto       |    |    |   |   | Total |
| ----------------------------------------- | ------------------------------------------------------ | ---------- | -- | -- | - | - | ----- |
| Juan José Lucas (PP)                      | 4 de julio de 1991 Mayoría requerida: Absoluta (43/84) | Sí         | 43 |    |   |   | 43/84 |
| Juan José Lucas (PP)                      | 4 de julio de 1991 Mayoría requerida: Absoluta (43/84) | No         |    | 34 | 5 | 1 | 40/84 |
| Juan José Lucas (PP)                      | 4 de julio de 1991 Mayoría requerida: Absoluta (43/84) | Abstención |    |    |   |   | 0/84  |
| Faltó a la votación un diputado del PSOE. |                                                        |            |    |    |   |   |       |

## Datos generales
| Provincia               | Participación | Votos en blanco | Votos nulos |
| ----------------------- | ------------- | --------------- | ----------- |
| Provincia de Ávila      | 74,32 %       | 0,78%           | 0,68%       |
| Provincia de Burgos     | 67,10%        | 1,11%           | 0,70%       |
| Provincia de León       | 66,47%        | 1,24%           | 0,60%       |
| Provincia de Palencia   | 72,34%        | 1,17%           | 0,76%       |
| Provincia de Salamanca  | 69,73%        | 0,95%           | 0,52%       |
| Provincia de Segovia    | 71,78%        | 1,37%           | 0,85%       |
| Provincia de Soria      | 66,53%        | 1,15%           | 0,47%       |
| Provincia de Valladolid | 66,32%        | 1,12%           | 0,54%       |
| Provincia de Zamora     | 71,03%        | 1,08%           | 0,72%       |
| Total                   | 68,68%        | 1,11%           | 0,63%       |

### Reparto de escaños
| Provincia  | PP | PSOE | CDS | IU | TOTAL |
| ---------- | -- | ---- | --- | -- | ----- |
| Ávila      | 3  | 2    | 2   | 0  | 7     |
| Burgos     | 6  | 5    | 0   | 0  | 11    |
| León       | 7  | 7    | 1   | 0  | 15    |
| Palencia   | 4  | 3    | 0   | 0  | 7     |
| Salamanca  | 5  | 5    | 1   | 0  | 11    |
| Segovia    | 4  | 2    | 0   | 0  | 6     |
| Soria      | 3  | 2    | 0   | 0  | 5     |
| Valladolid | 7  | 6    | 0   | 1  | 14    |
| Zamora     | 4  | 3    | 1   | 0  | 8     |
| Total      | 43 | 35   | 5   | 1  | 84    |

### Procuradores electos

#### Ávila
- José Manuel Fernández Santiago (PP)
- Sebastián González Vázquez (PP)
- Félix San Segundo Nieto (PP, 1991-93)
- María del Pilar San Segundo Sánchez (PP, 1993-95)
- Santiago Crespo González (PSOE)
- Juan Antonio Lorenzo Martín (PSOE)
- Daniel de Fernando Alonso (CDS)
- José María Monforte Carrasco (CDS)

#### Burgos
- Porfirio Eusebio Abad Raposo (PP)
- Felicísimo Garabito Gregorio (PP, 1991-95)
- César Huidobro Díez (PP)
- Vicente Orden Vígara (PP)
- María Cruz Rodríguez Saldaña (PP, 1991)
- José Luis Santamaría García (PP)
- Antonio Serna González (PP)
- Patricio Fernández Rodríguez (PSOE)
- Octavio José Granado Martínez (PSOE)
- Leopoldo Quevedo Rojo (PSOE)
- Julián Simón de la Torre (PSOE)
- Leonisa Ull Laíta (PSOE)

#### León
- Jesús Abad Ibáñez (PP, 1991-95)
- Mario Amilivia González (PP)
- Fernando de Arvizu y Galarraga (PP, 1993-95)
- Ángel Escuredo Franco (PP, 1991-93)
- Demetrio Espadas Lazo (PP)
- Antonio Fernández Calvo (PP)
- Manuel González Velasco (PP)
- María Dolores Otero Rodríguez de las Heras (PP, 1991)
- Miguel Pérez Villar (PP)
- Demetrio Alfonso Canedo (PSOE)
- Antonio Almarza González (PSOE)
- José Alonso Rodríguez (PSOE)
- Virgilio Buiza Díez (PSOE, 1991; Mixto, 1991-95)
- Olga María Cavero Pérez (PSOE)
- Antonio Francisco García Rodríguez (PSOE)
- Jaime González González (PSOE)
- José Ángel Luis Aznar Fernández (CDS, 1991-92; Mixto, 1992-95; PP, 1995)

#### Palencia
- Narciso Coloma Baruque (PP)
- Francisco Jambrina Sastre (PP)
- Rafael Rebollar Mota (PP)
- Carlos Rojo Martínez (PP)
- José María Crespo Lorenzo (PSOE)
- Laurentino Fernández Merino (PSOE)
- Miguel Ramón Valcuende González (PSOE)

#### Salamanca
- Juan Matías Castaño Casanueva (PP)
- Manuel Estella Hoyos (PP)
- Vicente Jiménez Dávila (PP)
- José Nieto Noya (PP)
- Pedro Pérez Blanco (PP)
- Miguel Cid Cebrián (PSOE, 1991)
- María del Carmen García-Rosado y García (PSOE)
- Cipriano González Hernández (PSOE)
- Jesús Málaga Guerrero (PSOE)
- Montserrat Martín Martín (PSOE, 1991-95)
- Isidro Rodríguez Plaza (PSOE)
- José Luis Sagredo de Miguel (CDS)

#### Segovia
- Juana Borrego Izquierdo (PP)
- Víctor Bruno Martín Fernández (PP)
- José Martín Sancho (PP)
- José Carlos Monsalve Rodríguez (PP)
- Ángel Fernando García Cantalejo (PSOE)
- Jesús Olmos Pascual (PSOE, 1994-95)
- Miguel Ángel Trapero García (PSOE, 1991-94)

#### Soria
- Martín Ángel Casado Miranda (PP, 1994-95)
- Miguel Ángel Rufino López de Marco (PP)
- Francisco de Miguel Huerta (PP)
- Jesús María Posada Moreno (PP, 1991-93)
- María Jesús Ruiz Ruiz (PP, 1993-94)
- Juan Cerrada Marcos (PSOE, 1993-95)
- Ángel Martín Vizcaíno (PSOE)
- José María Martínez Laseca (PSOE, 1991-93)

#### Valladolid
- Francisco Javier Aguilar Cañedo (PP)
- Tomás Burgos Gallego (PP, 1991-93)
- Manuel Fuentes Hernández (PP)
- Francisco Javier León de la Riva (PP)
- Juan José Lucas Giménez (PP)
- Eusebio Manso Parra (PP, 1993-95)
- José Luis Sainz García (PP)
- Fernando Zamácola Garrido (PP)
- Raquel Alonso Arévalo (PSOE)
- Zenón Jiménez-Ridruejo Ayuso (PSOE)
- Leandro Javier Martín Puertas (PSOE)
- Antonio de Meer Lecha-Marzo (PSOE)
- Jesús Quijano González (PSOE)
- Fernando Tomillo Guirao (PSOE)
- José Antonio Herreros Herreros (IU)

#### Zamora
- Modesto Alonso Pelayo (PP)
- Maximiliana Blanco Santos (PP)
- Luis Cid Fontán (PP)
- Eustaquio Blas Villar Villar (PP)
- María Isabel Blanca Teresa Fernández Marassa (PSOE, 1993-95)
- Demetrio Madrid López (PSOE)
- Fernando Muñiz Albiac (PSOE, 1991-93)
- Benigno Fernando Queipo Cadenas (PSOE)
- Pedro San Martín Ramos (CDS, 1991-94; Mixto, 1994-95; PP, 1995)